# Tomiko Brown-Nagin
Tomiko Brown-Nagin (née c. 1970) est une juriste, historienne et universitaire américaine. Elle est doyenne du Harvard Radcliffe Institute depuis 2018. Elle est également professeur Daniel P.S. Paul de droit constitutionnel à la faculté de droit de Harvard et professeure d'histoire à l'université Harvard.

## Formation
Tomiko Brown-Nagin est née c. 1970. Elle est diplômée de l'université Furman, où elle est nommée « Truman Scholar » et obtient un baccalauréat ès arts en histoire avec distinction en 1992. Elle obtient en 1997 un doctorat en droit de la faculté de droit de Yale où elle est rédactrice en chef du Yale Law Journal, et un doctorat en histoire de l'université Duke en 2002,.

## Carrière
Brown-Nagin travaille pour Robert L. Carter au tribunal du district sud de New York, et pour Jane Richards Roth de la Cour d'appel des États-Unis pour le troisième circuit. Elle commence sa carrière en tant qu'avocate dans un cabinet privé chez Paul, Weiss, Rifkind, Wharton & Garrison à New York, puis obtient la bourse Charles Hamilton Houston à la faculté de droit de Harvard et une bourse Golieb en histoire juridique à l'université de New York. Brown-Nagin est professeure de droit T. Munford Boyd et professeure de droit Justice Thurgood Marshall à la faculté de droit de l'université de Virginie avant de rejoindre Harvard.
Brown-Nagin est nommée directrice pédagogique du Charles Hamilton Houston Institute de la faculté de droit de Harvard en 2017. Elle est codirectrice du programme de droit et d'histoire de la faculté de 2013 à 2018.
Depuis 2018, Brown-Nagin est doyenne du Harvard Radcliffe Institute. Elle est également professeure Daniel P.S. Paul de droit constitutionnel à la faculté de droit de Harvard et professeure d'histoire à l'Université Harvard où elle donne des cours sur l'histoire du droit américain, le droit constitutionnel, le droit et la politique de l'éducation, ainsi que la Cour suprême des États-Unis et la réforme sociale.
Elle préside le comité présidentiel de Harvard sur Harvard et l'héritage de l'esclavage de 2019 à 2022. En tant que telle, elle est co-auteure du rapport qui « détaillait les liens directs, financiers et intellectuels de l'université avec l'esclavage ».
Brown-Nagin écrit et s'exprime publiquement sur le droit constitutionnel, l'histoire du droit et le mouvement américain des droits civiques, publiant des livres et des articles destinés à un public universitaire et populaire.
En 2011, Brown-Nagin publie Courage to Dissent: Atlanta and the Long History of the Civil Rights Movement (Oxford University Press, 2011), qui remporte le prix Bancroft d'histoire en 2012, le Liberty Legacy Award de l'Organization of American Historians, le John Phillip Reid Book Award de l'American Society for Legal History, le Charles Sydnor Award de la Southern Historical Association, le Lillian Smith Book Award du Southern Regional Council et le Hurston/Wright Legacy Award dans la catégorie des non-fiction,,.
En 2022, Brown-Nagin publie Civil Rights Queen: Constance Baker Motley and the Struggle for Equality, qui remporte le prix Order of the Coif Book Award 2023 de l'American Association of Law Schools,. Civil Rights Queen remporte aussi le prix Darlene Clark Hine 2023, le Lillian Smith Book Award 2023,.
Brown-Nagin est élue membre de l'Académie américaine des arts et des sciences en 2020. Elle reçoit le prix des anciens élèves de la Graduate School of Duke University en 2022. Brown-Nagin reçoit un doctorat honoris causa en sciences humaines de l'université Furman en 2023. Elle est membre du conseil d'administration de ProPublica et membre élue de la Société américaine de philosophie, de l'American Law Institute et de l'American Bar Foundation.

## Vie privée
En 1998, Brown-Nagin épouse Daniel L. Nagin (en), professeur à la faculté de droit de Harvard.

## Publications
- Civil Rights Queen: Constance Baker Motley and the Struggle for Equality (Pantheon Books 2022)[17]
- "Constance Baker Motley Taught the Nation How to Win Justice", 2022 Smithsonian Magazine.
- « L'écart en matière de mentorat : série de commentaires sur la race et l'enseignement supérieur », 129 Harv. L. Rév. F. 303 (2016).
- Reconsidérer les cas insulaires : le passé et l'avenir de l'empire américain (Harvard University Press, 2015) (co-édité avec Gerald Neuman).
- « Two Americas in Healthcare: Federalism and Wars over Poverty from the New Deal-Great Society to Obamacare», 62 Drake L. Review (2014).
- « Repenser les proxys pour le désavantage économique : un projet d'étudiants de première génération », 2014 U. Chicago Leg. Forum 433 (automne 2014).
- « The Diversity Paradox: Judicial Review in an Age of Demographic and Educational Change » 65 Vanderbilt Law Review En Banc 113 (2012)
- Courage to Dissent: Atlanta and the Long History of the Civil Rights Movement (Oxford University Press 2011).
- « Elites, Social Movements, and the Law: The Case of Affirmative Action », 105 Columbia Law Review 1436 (2005).
- "Race as Identity Caricature: A Local Legal History Lesson in the Salience of Intra-Racial Conflict", 151 University of Pennsylvania Law Review 1913 (2003).